# Каракачаны

Флаг каракачан

Каракача́ны (также каракацаны, саракацаны, влахи; греч. Σαρακατσάνοι) — этническая группа греков, населяющая горные районы Греции (Фессалия, Македония, Эпир, Пелопоннес, около 10 тысяч, 2008, оценка), Румынии, юго-западной Болгарии (4,1 тысячи, 2001, перепись), юго-восточной Сербии и юго-восточной Северной Македонии. Говорят на диалекте новогреческого языка (с дорийскими чертами). Верующие — православные.

## Название

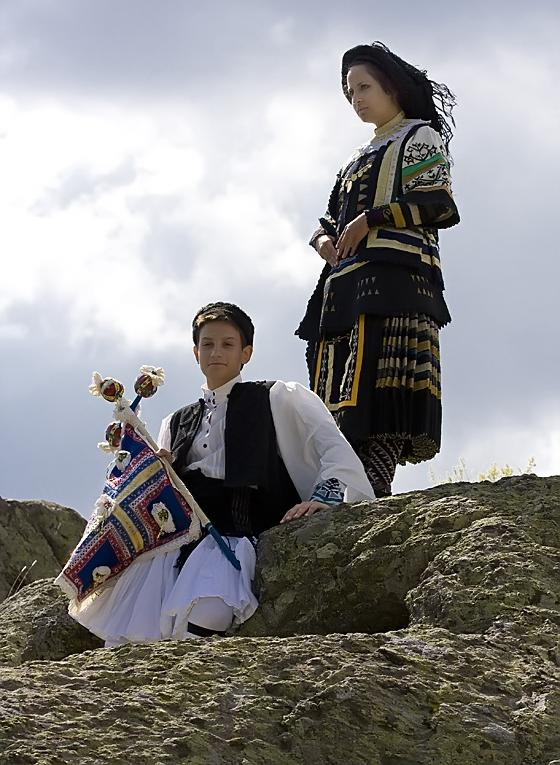
Каракачаны (Котел, Болгария)

Этноним каракачан является однозначно тюркским. Неясным является только время его происхождения: оно могло появиться в раннее Средневековье или могло быть получено позднее от турок-османов. Болгарский исследователь В. Маринов приводит три варианта происхождения наименования «каракачаны»: в одном случае оно выводится от турецкого кыра кычан «убегать в поле»; в другом случае кара качан переводится как «чёрные беглецы», «чёрные кочевники»; в третьем случае вслед за другими авторами В. Маринов соглашается, что этот этноним происходит от названия села Сираково в Пиндских горах — Саракачаны, которое турки произносили как «Каракачаны».
У соседних народов каракачаны известны также под другими названиями: у болгар — цинцары, греческие пастухи, куцовлахи (так же, как и романоязычные аромуны); у сербов — черновунцы, цинцары, белучане, греки или ашаны.

## Происхождение
Имеется несколько гипотез этногенеза каракачан. Согласно одной из них, каракачаны являются потомками греческой по происхождению этнической группы, с древности занимавшейся кочевым скотоводством. По другой гипотезе, каракачаны представляют собой несколько групп арумын-влахов, перешедших на язык окружавшего их греческого населения, но сохранивших при этом кочевой образ жизни. Ряд исследователей видело в каракачанах потомков эллинизированных племён фракийского, иллирийского или смешанного фракийско-иллирийского происхождения. Упоминается также о значительной роли славян в этногенезе каракачан (прежде всего, по наличию в их языке славянского лексического пласта). По мнению М. Н. Губогло, каракачаны представляют собой группу эллинизированных тюрков. Формирование каракачан он относит к XI—XIII векам, когда на Балканский остров переселялись тюркоязычные кочевые племена печенегов, узов и половцев. Они принимали христианство и постепенно в результате межэтнических контактов с греческим населением Византийской Империи переходили на греческий язык. Возможно, одно или несколько таких тюркских племён стали основой кочевого населения горных районов современных Греции, Болгарии и Северной Македонии. В пользу этой гипотезы говорит диалект каракачан, в котором присутствуют тюркизмы хозяйственной терминологии и в то же время отсутствуют архаические элементы греческого языка, сохранившиеся у некоторых оказавшихся в изоляции групп греческого населения. Характерны для каракачан также некоторые элементы материальной культуры кочевых тюрков.

## История
Местом формирования каракачан были, по-видимому, труднодоступные горные районы Пинда, откуда их частично вытеснили аромуны. В процессе перекочёвок каракачаны расселились по горным местностям Пелопоннеса, Эпира и Фессалии, а также проникли в ряд районов современных Болгарии, Румынии, Северной Македонии и Сербии. Во Фракии, кочуя по горам Родопы и Эмос, каракачаны доходили до долин Серр и Босфора.
До середины XX века каракачаны занимались в основном отгонным скотоводством, а также торговлей мясом и молоком. В летние месяцы каракачаны жили в болгарских Родопах, а на зиму возвращались в Грецию. Миграция на север начиналась в весенний Юрьев день, а обратная миграция — на Дмитриев день. К настоящему времени каракачаны перешли на оседлый образ жизни, занимаются земледелием, сливаются с местным населением. В Болгарии переход к оседлости во многом стал результатом давления местных властей, конфисковавших каракачанский скот. В Османской империи каракачаны пользовались относительной независимостью. Однако, вследствие нередких конфликтов с турками, они, по свидетельству болгарского гайдука Христо Македонского, мечтали о свержении османского ига.

## Антропология
По данным антропологических исследований у каракачан обнаруживаются те или иные монголоидные черты. Так, например, греческие учёные отмечают в строении лица представителей каракачанской этнической группы крайне незначительный процент эпикантуса в сочетании со среднем выступлением скул. Некоторые монголоидные признаки выделяются у каракачан также в исследованиях О. Некрасовой (Румыния), П. Боева (Болгария) и Г. А. Кюпперса (Австрия).

## Галерея

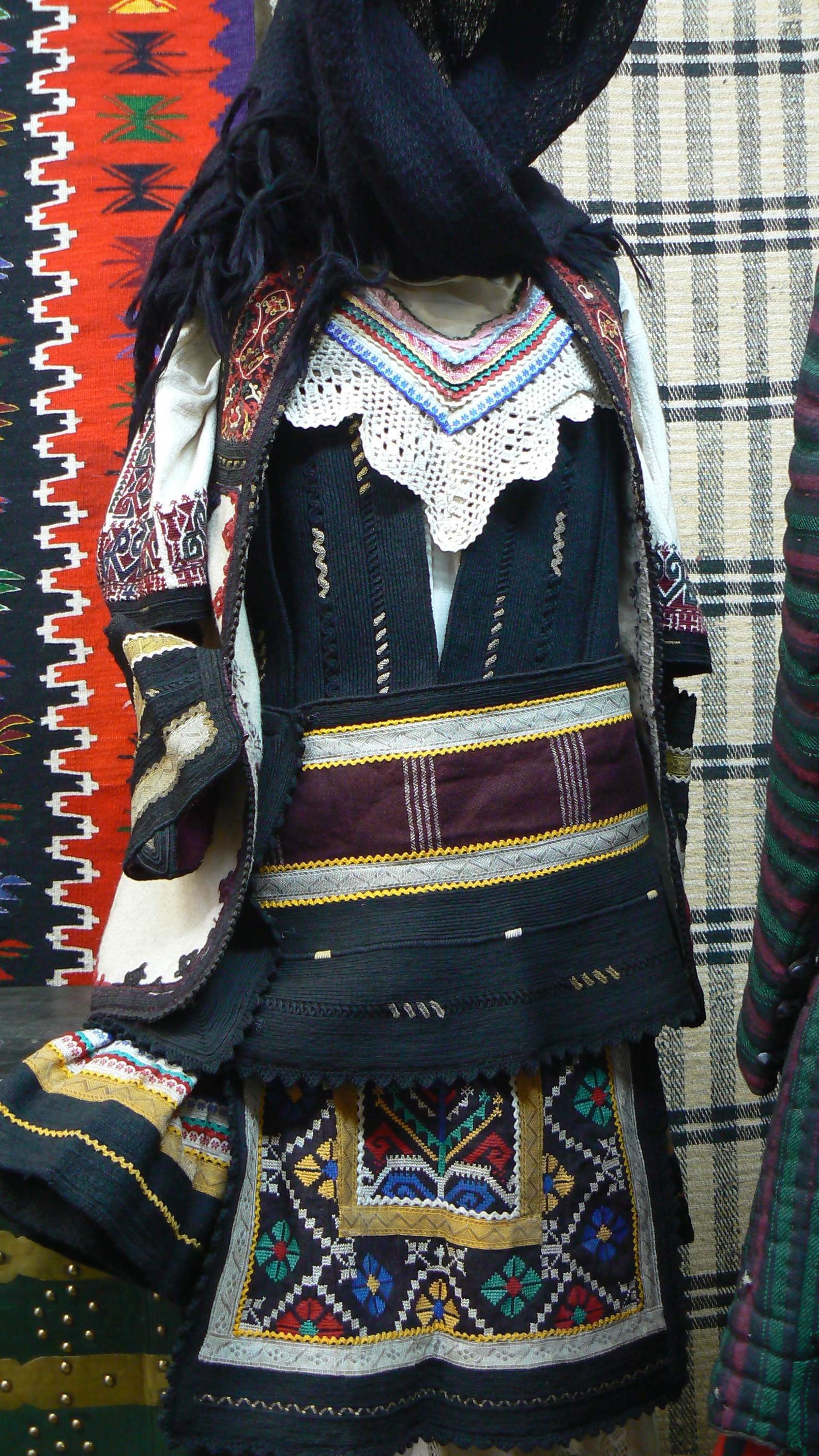
Традиционный женский костюм
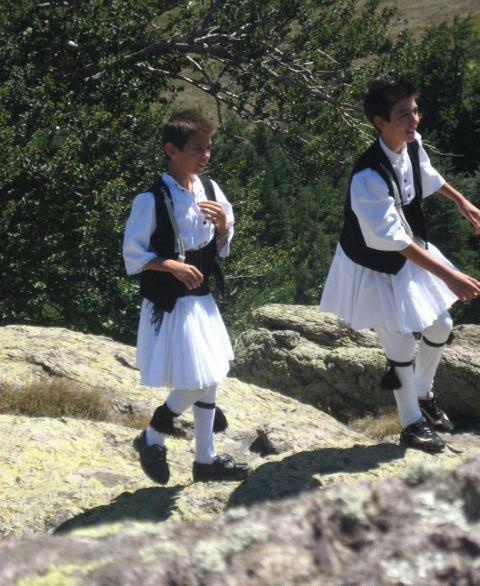
Каракачанские дети
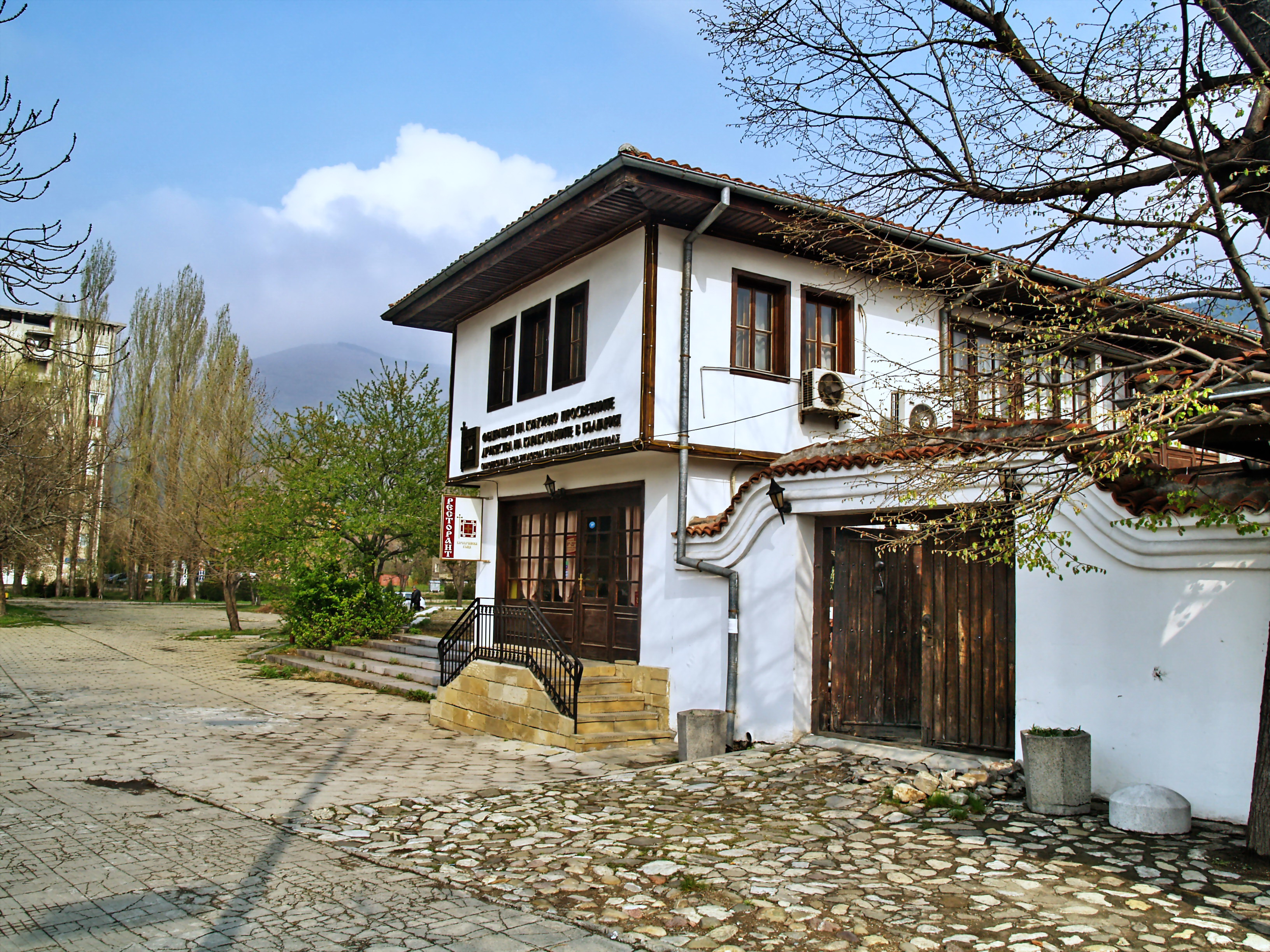
Здание культурно-просветительного общества каракачан. Сливен. Болгария